# Teodoras
Teodoras ist ein litauischer männlicher Vorname, abgeleitet von Theodor. Die weibliche Form ist Teodora.

## Namensträger
- Marcelijus Teodoras Martinaitis (1936–2013), Dichter
- Teodoras Medaiskis (* 1951), Mathematiker, Ökonom und Politiker